# Xiaochangliang
Xiaochangliang (chino simplificado: 小长梁; chino tradicional: 小長梁; pinyin: Xiǎochángliáng) es el yacimiento de algunos de los restos paleolíticos más antiguos de Asia Oriental, situado en la cuenca de Nihewan (泥河灣), en el condado de Yangyuan, Hebei, China, más famoso por las herramientas de piedra descubiertas allí.

## Herramientas de piedra
Las formas de herramientas descubiertas incluyen raspadores laterales y de extremo, muescas, buriles y núcleos de disco. Aunque en general es más difícil datar los yacimientos asiáticos que los africanos, ya que los asiáticos carecen de materiales volcánicos que puedan datarse isotrópicamente, la edad de las herramientas se ha datado magnetoestratigráficamente en 1,36 millones de años. Este método se basa en la inversión del campo magnético terrestre.

## Investigación
El yacimiento fue descubierto por primera vez por el geólogo escocés George Barbour en 1923. Quedó asombrado cuando vio los antiguos sedimentos del lago. Aunque se equivocó al calcular su antigüedad y no encontró prácticamente nada, Barbour invitó a Pere Licent y Pierre Teilhard de Chardin, dos de los arqueólogos prehistóricos más brillantes de la época, a una visita.
Licent y Chardin no sólo elevaron la antigüedad del sedimento a más de un millón de años, sino que también encontraron, entre otras muchas cosas, una herramienta de sílex. Era la herramienta de piedra más antigua encontrada hasta entonces, tanto que hasta el propio Chardin sospechaba de su autenticidad. Barbour invitó a los arqueólogos franceses Pierre Teilhard de Chardin y Émile Licent. En 1935, Teilhard encontró una herramienta de piedra (sílex) y determinó que la antigüedad del yacimiento superaba el millón de años: era el artefacto más antiguo conocido entonces. Muchos científicos, entre ellos Teilhard, debatieron si esta herramienta no se había formado de forma natural.
El descubrimiento por Pei Wenzhong del Hombre de Pekín a cientos de kilómetros al sur (seguido de guerras y revoluciones) distrajo la atención de la comunidad científica mundial. Sin embargo, entre 1972 y 1978 se descubrieron más de 2.000 piezas de herramientas de piedra, junto con algunas de hueso, que confirmaron que Xiaochangliang (o Nihewan) era un yacimiento paleolítico.
En la cuenca, los arqueólogos han identificado 40 "yacimientos de un millón de años de antigüedad".
En 1982, Wei Qi(衛奇), que entonces tenía 44 años, encontró un enorme asentamiento de homínidos en la aldea de Donggutuo(東谷坨). Llevó muestras a Pei, cuyo Hombre de Pekín no tenía ni la mitad de años. "No dijo nada", cuenta Wei. "Pero supongo que lo había aceptado". Pei murió de un ataque al corazón pocos días después.

## Otras lecturas
- Hong Ao, Mark J. Dekkers, Qi Wei, Xiaoke Qiang, Guoqiao Xiao (15 de agosto de 2013). «New evidence for early presence of hominids in North China». Scientific Reports 3 (2403): 2403. Bibcode:2013NatSR...3E2403A. PMC 3744199. PMID 23948715. doi:10.1038/srep02403.